# Championnat des Bermudes de football 2022-2023
Navigation
Édition précédente Édition suivante
La saison 2022-2023 du championnat des Bermudes de football est la soixantième édition de la Bermudian Premier Division, le championnat de première division aux Bermudes. Les dix meilleures équipes des îles sont regroupées en une poule unique.
Les Dandy Town Hornets sont le tenant du titre après leur succès en 2021-2022. Au terme du calendrier, les PHC Zebras remportent leur douzième titre avec une victoire 9-0 face aux Boulevard Blazers, terminant ainsi trois points devant les Devonshire Cougars.

## Équipes participantes
| \| Zebras Robin Hood Blazers Hornets Cougars Hamilton Warriors Rams Trojans St. George's Colts \| Localisation des équipes engagées. |
| Zebras Robin Hood Blazers Hornets Cougars Hamilton Warriors Rams Trojans St. George's Colts                                          |

| Club               | Classement 2021-2022 | Paroisse       | Stade                       |
| ------------------ | -------------------- | -------------- | --------------------------- |
| Dandy Town Hornets | Champion             | Pembroke       | St John's Field             |
| PHC Zebras         | 2e                   | Warwick        | PHC Field                   |
| Devonshire Cougars | 3e                   | Devonshire     | Devonshire Recreation Club  |
| North Village Rams | 4e                   | Pembroke       | Bernard's Park              |
| Somerset Trojans   | 5e                   | Sandys         | Somerset Cricket Club Field |
| Robin Hood         | 6e                   | Pembroke       | Goose Gosling Field         |
| St. George's Colts | 7e                   | Saint George's | Wellington Oval Field       |
| X-Roads Warriors   | 8e                   | Saint George's | Garrison Field              |
| Hamilton Parish    | Champion de D2       | Hamilton       | Wellington Oval Field       |
| Boulevard Blazers  | Vice-champion de D2  | Hamilton       | Goose Gosling Field         |

Légende des couleurs
- Tenant du titre
- Promu de Premier Division

## Compétition
Le barème utilisé pour établir le classement est le suivant :
- Victoire : 3 points
- Match nul : 1 point
- Défaite : 0 point

### Classement
| Rang | Équipe               | Pts | J  | G  | N | P  | Bp | Bc | Diff |
| ---- | -------------------- | --- | -- | -- | - | -- | -- | -- | ---- |
| 1    | PHC Zebras           | 45  | 18 | 15 | 0 | 3  | 66 | 17 | +49  |
| 2    | Devonshire Cougars   | 42  | 18 | 13 | 3 | 2  | 50 | 17 | +33  |
| 3    | St. George's Colts   | 37  | 18 | 12 | 1 | 5  | 55 | 24 | +31  |
| 4    | North Village Rams   | 37  | 18 | 11 | 4 | 3  | 38 | 16 | +22  |
| 5    | Hamilton Parish P    | 25  | 18 | 7  | 4 | 7  | 32 | 30 | +2   |
| 6    | Dandy Town Hornets T | 23  | 18 | 7  | 2 | 9  | 23 | 32 | -9   |
| 7    | X-Roads Warriors     | 20  | 18 | 6  | 2 | 10 | 33 | 49 | -16  |
| 8    | Somerset Trojans     | 17  | 18 | 5  | 2 | 11 | 23 | 43 | -20  |
| 9    | Boulevard Blazers P  | 12  | 18 | 3  | 3 | 12 | 23 | 58 | -35  |
| 10   | Robin Hood           | 1   | 18 | 0  | 1 | 17 | 10 | 67 | -57  |

|  | Champion des Bermudes 2022-2023 |
|  | Relégation en First Division    |
|  | T : Tenant du titre             |

## Bilan de la saison
| Championnat des Bermudes de football 2022-2022 |                         |
| Champion                                       | PHC Zebras (12e titre)  |
| Dauphin                                        | Devonshire Cougars      |
| Qualifications continentales                   |                         |
| Promotions et relégations                      |                         |
| Promus en Premier Division                     | Paget FC                |
| Promus en Premier Division                     | Young Men’s Social Club |
| Relégués en First Division                     | Boulevard Blazers       |
| Relégués en First Division                     | Robin Hood              |